# Беда Поштовани
Беда Поштовани (лат. Beda Venerabilis; 672—735), познат и као Свети Бид, је био енглески теолог и историчар, писац многобројних историјских и природнонаучних дела и један од најобразованијих људи западне Европе свог времена.

## Биографија
Беда се родио на имању манастира Џероу у Енглеској, где је и стекао образовање, а касније постао и опат. Ту и у суседном бенедиктанском манастиру Вермут је провео читав живот. Посвећено се борио против ирских монаха у Енглеској који су се опирали утицају Рима и успостављања римске црквене хијерархије на том простору.

## Дела
Као плод његовог рада на том пољу, 731. године настало је дело „Historia ecclesiastica gentis anglorum“ („Црквена историја енглеског народа“) у пет књига. Делу недостаје једна мисао водиља, јер оно садржи најразличитија обавештења из црквене историје која су груписана по хронолошком реду. Беда је користио све изворе који су му били доступни, а писао је живо, трезвено и тачно. Дело сведочи о културном нивоу Енглеске у 7. и 8. веку. Као допуна му служи књижица „Vita beatorum abbatum Wiremuthensium et Girvensium“ („Живот блажених опата манастира Вермут и Џероу“). То су биографије четири опата манастира у којима је Беда живео.
Бедино друго значајно дело је „Chronicon de sex aetatibus mundi“ („Хроника о шест доба света“). Посебан део ове хронике бави се рачунањем времена и носи назив „De temporum ratione“ („О смислу времена“). Састављен је 727. године. Сама хроника је компилативног карактера и прерађује раније писце. Као додатак, овој хроници припада и један мартирологиј (спис о свецима мученицима). Сем историјских, Беда је писао и дела из области математике, астрономије и других природних наука, као и дела из области музике.